# ユディト・アーマ
ユディト・アーマ（Judith Auma、1998年7月12日 - ）は、ケニアの女子ラグビー選手。

## プロフィール
- ケニア出身。
- 身長 160cm、体重 70kg

## 略歴
2021年、東京五輪の7人制女子ケニア代表に選ばれた。